# Laurie Blouin
Pour les articles homonymes, voir Blouin.
Laurie Blouin, née le 7 avril 1996, est une snowboardeuse canadienne.
Elle remporte aux Championnats du monde de snowboard 2017 la médaille d'or en slopestyle.
Elle remporte la médaille d'argent aux Jeux olympiques d'hiver de 2018 de Pyeongchang dans des conditions météo très difficiles et à la suite d'une chute inquiétante en qualifications. Cette victoire représente la première médaille olympique d'une Canadienne dans la catégorie slopestyle féminin en snowboard.
Aux Championnats du monde de snowboard 2021, elle obtient la médaille d'or en big air.

## Palmarès

### Jeux olympiques d'hiver
- Médaille d'argent en slopestyle aux Jeux olympiques d'hiver de 2018.

### Championnats du monde
- Sierra Nevada - Mondiaux 2017  :
  -  Médaillé d'or en slopestyle.
- Aspen - Mondiaux 2021  :
  -  Médaillé d'or en big air.

### Coupe du monde
- 13 podiums dont 2 victoires.

| Épreuve / Édition | Slopestyle |
| ----------------- | ---------- |
| 2019-2020         | Calgary    |
| 2021-2022         | Bakouriani |